# Chiengi (Distrikt)
Chiengi (auch Chienge) ist einer von zwölf Distrikten in der Provinz Luapula in Sambia in Afrika. Die Hauptstadt ist Chiengi. Der Distrikt hat eine Fläche von 4008 km² und es leben 189.900 Menschen (2022) in ihm.

## Geografie
Der Distrikt ist über den Mwerusee mit der Demokratischen Republik Kongo verbunden. Er liegt auf einer Höhe von etwa 920 (Seehöhe) und 1300 m. In ihm liegt ein Teil des Mweru-Wantipa-Nationalparks.
Der Distrikt grenzt im Süden an den Distrikt Nchelenge und im Osten an Kaputa in der Nordprovinz. Im Norden und Westen an Haut-Katanga in der Demokratischen Republik Kongo und im Nordosten, je nach Karte, an ein kleines Stück der Provinz Tanganyika.
Chiengi ist in 13 Wards aufgeteilt:
- Chienge (Chiengi)
- Chipamba
- Chipungu
- Chitutu
- Ifuna
- Kalobwa
- Katete
- Kulungwishi
- Lambwe Chomba
- Luau
- Lunchinda
- Mununga
- Munwa

## Hydrologie
Der Distrikt ist hydrologisch ins Besondere durch den Mwerusee geprägt. Zu erwähnen ist noch im Süden das Mündungsdelta des Kalungwishi.